# Contea di Campbell (Georgia)

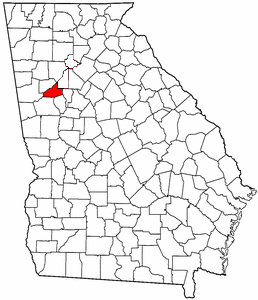
Localizzazione in Georgia

La contea di Campbell, in inglese Campbell County, è stata una contea dello stato della Georgia, negli Stati Uniti, dal 1828 al 1931. Fu creata dall'Assemblea generale della Georgia il 20 dicembre 1828 da parte delle contee di Fayette, Coweta e Carroll e della metà della contea di DeKalb che divenne dopo poco la contea di Fulton. Il suo territorio si allargò ancora nel 1832 con la Cherokee Land Lottery della Georgia.
Il capoluogo originario era Campbellton; tuttavia la sede dell'amministrazione passò nel 1870 a Fairburn, dopo che questa fu collegata dalla ferrovia Atlanta & West Point Railroad, che aveva dovuto abbandonare i piani di attraversare Campbellton per le proteste dei residenti relative al rumore provocato dall'infrastruttura, decisione che ne compomise l'importanza.
La parte nordoccidentale di Campbell (con parte di Carroll) divenne la contea di Douglas nel 1870, con il confine sul fiume Chattahoochee. La parte restante della contea passò alla contea di Fulton alla fine del 1931, insieme alla contea di Milton, per risparmiare durante la Grande depressione. La legge sull'unione delle contee venne approvata il 9 agosto 1929, con l'aggiunta di Milton nel 1931.